# Menhir des Varennes de Cumeray
Le menhir des Varennes de Cumeray, est un menhir situé au Thoureil, dans le département français de Maine-et-Loire.

## Description
Le menhir est constitué d'une dalle en grès de 3,30 m de hauteur et 2,46 m de largeur à la base,  d'une épaisseur d'environ 0,65 m.
Deux tumuli très plats sont visibles à peu de distance au nord-est. Dans le premier, J. et C. Fraysse y ont découvert des cercles concentriques en pierres reliés entre eux par des rayons, le tout constitué de petites dalles posées à plat. Le second contenait une grande dalle couchée.
Une petite dalle en grès de 1,20 m de hauteur dressée à environ 81 m plus à l'est correspond peut-être à un petit menhir appartenant à l'ensemble mégalithique constitué par le menhir des Varennes de Cumeray et les deux dolmens voisins. Son authenticité demeure cependant douteuse.